# Menzel
Pour les articles homonymes, voir Menzel (homonymie).
Un menzel (arabe : منزل signifiant « demeure »), est un type d'exploitation agricole et d'habitation typique de l'île tunisienne de Djerba.

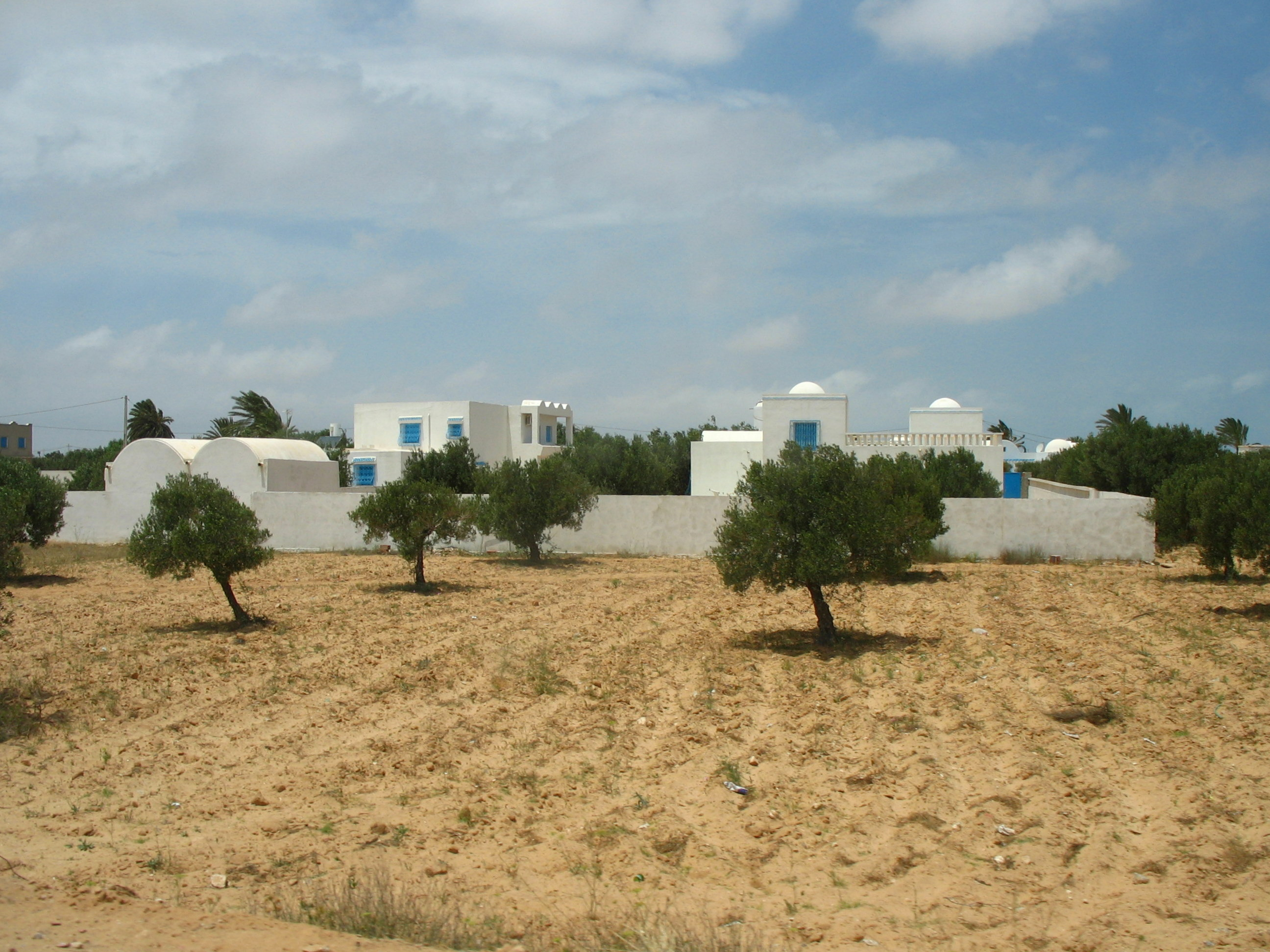
Aperçu d'un menzel traditionnel.

L'ensemble de l'entité spatiale est traditionnellement la propriété d'une famille élargie. Il se compose généralement d'une parcelle agricole de deux à cinq hectares environ plantée de palmiers, d'oliviers, d'arbres fruitiers, de sorgo, de céréales ou de cultures maraîchères. Selon sa région d'implantation, le menzel est pourvu de un ou de plusieurs puits ou citernes destinés à l'irrigation des champs. Le puits est juché sur un monticule afin d'assurer une irrigation de la totalité des champs par simple gravité.
Une ou plusieurs unités d'habitation, les houch, s'organisent autour d'un patio central et comprennent des pièces couvertes de toits plats ou voûtés en forme de coupole. On y trouve également les équipements nécessaires à la production agricole et à la production de biens de consommation : il peut ainsi comporter un grenier, une écurie, une aire de battage (errayah), un atelier de tissage et une huilerie aménagés en fond de parcelle ou accolés à l'habitation sur sa façade occidentale.
Entouré de hauts murs qui lui donnent un aspect fortifié, le menzel est organisé selon un principe défensif. En tant que lieu de vie familiale, le menzel est également protégé par des haies (tabia) constituées de plantations d'agaves, d'aloès ou de figuiers de Barbarie qui stabilisent le talus, filtrent la poussière transportée par les vents et constituent un microcosme pour les insectes et les reptiles qui y vivent.